# Montjuïc Circuit
Montjuïc Circuit (Circuito de Montjuïc) is een circuit nabij de berg Montjuïc in het zuidwesten van Barcelona en is een van vijf circuits in Spanje waar Formule 1 races zijn verreden.
Montjuich Park liep over golvende wegen in een openbaar park met uitzicht op het stadscentrum bij het olympisch stadion van Barcelona. Het circuit werd in 1933 in gebruik genomen en in 1966 heropend. Hoewel er aanpassingen waren gedaan waren er heel wat hobbels.
In 1975 had Montjuich definitief afgedaan voor de Formule 1. Vlak na het begin van de training klaagden de coureurs over de gebrekkige veiligheid, met name over ontbrekende bouten bij de Armco (vangrails). Regerend wereldkampioen Emerson Fittipaldi pakte zijn koffers en vertrok op de ochtend van de race terwijl de Spaanse autoriteiten dreigden de wagens in beslag te nemen als de race niet zou doorgaan. Eindelijk begon de race, onder protest. Verscheidene coureurs stapten voortijdig uit en er ontstond een chaos op de baan toen de ene wagen na de andere crashte met een kapotte vering of aandrijfas. Rolf Stommelen lag na 25 ronden aan de leiding toen hij zijn achtervleugel verloor en crashte, waarbij vijf omstaanders werden gedood. De race werd gestopt en de nieuwe leider Jochen Mass kreeg de helft van de punten. De race was het debuut van Roelof Wunderink, die bijna nog punten behaalde.